# ISO 3166-2:VE
کد ISO 3166-2:VE بخشی از استاندارد ایزو ۳۱۶۶ برای کشور ونزوئلا است که توسط سازمان بین‌المللی استانداردسازی ISO تنظیم شده‌است. این سازمان، کدهای استاندارد را برای تقسیمات کشوری (ایالت‌ها یا استان‌های) کشورهای فهرست شده در استاندارد ایزو ۳۱۶۶-۱ تعریف می‌کند.
هر کد شامل دو بخش می‌گردد که توسط علامت - جدا می‌گردند.
- بخش نخست VE  در ایزو ۳۱۶۶-۱ آلفا-۲ کد کشور ونزوئلا است.
- بخش دوم شامل یک یا دو یا سه حرف است که بیان‌کننده استان یا ایالت کشور ونزوئلا می‌باشد.

## کدها
| کدها | ایالت                        |  |
| ---- | ---------------------------- |  |
| VE-Z | آمازون (ایالت)               |  |
| VE-B | آنزوآتگویی                   |  |
| VE-C | آپوره                        |  |
| VE-D | آراگوآ                       |  |
| VE-E | باریناس (ایالت)              |  |
| VE-F | بولیوار                      |  |
| VE-G | کارابوبو                     |  |
| VE-H | کوخدس (ایالت)                |  |
| VE-Y | دلتا آماکورو                 |  |
| VE-I | فالکون                       |  |
| VE-J | گوآریکو                      |  |
| VE-K | ایالت لارا                   |  |
| VE-L | Capital District (Venezuela) |  |
| VE-M | ایالت میراندا                |  |
| VE-N | ایالت موناگاس                |  |
| VE-O | نوئوا اسپارتا                |  |
| VE-P | پورتوگسا                     |  |
| VE-R | ایالت سوکره                  |  |
| VE-S | تاچیرا                       |  |
| VE-T | تروهیو (ایالت)               |  |
| VE-X | وارگاس، ونزوئلا              |  |
| VE-U | یاراکوی                      |  |
| VE-V | سولیا                        |  |
|      |                              |  |
| VE-W | Capital District (Venezuela) |  |
| VE-A | الگو:VE-A                    |  |